# Protium divaricatum
Protium divaricatum är en tvåhjärtbladig växtart. Protium divaricatum ingår i släktet Protium och familjen Burseraceae.

## Underarter
Arten delas in i följande underarter:
- P. d. divaricatum
- P. d. fumarium
- P. d. krukoffii